# Dietmar Schiller
Dietmar Schiller (* im 20. Jahrhundert) ist ein ehemaliger deutscher Ruderer, der für die DDR startend dreifacher Weltmeister wurde, darunter einmal Juniorenweltmeister. 

## Karriere
Seine erste Goldmedaille gewann Schiller bei den FISA Meisterschaften für Junioren 1977 im finnischen Tampere in der Kategorie Zweier ohne Steuermann.
Dietmar Schiller gewann mit dem Rudernationalmannschaft der Deutschen Demokratischen Republik die Achter-Goldmedaille der Ruder-Weltmeisterschaften 1979 in Bled im damaligen Jugoslawien (heutiges Slowenien). Steuermann war Klaus-Dieter Ludwig.
Zwei Jahre darauf gewann er mit dem DDR-Team die Goldmedaille in der Disziplin Vierer mit Steuermann bei den Ruder-Weltmeisterschaften 1981 in München, Steuermann war abermals Klaus-Dieter Ludwig. Bei den Ruder-Weltmeisterschaften 1983 in Duisburg errang das fast gleiche Team – Harald Jährling nahm statt Bernd Eichwurzel teil – die Silbermedaille in derselben Disziplin.
Der letzte Medaillengewinn war die Bronzemedaille im Vierer mit Steuermann bei den Ruder-Weltmeisterschaften 1985 in Mechelen (Belgien), Steuermann war Hendrik Reiher.